# Talıstan
Talıstan (ryska: Талыстан) är en ort i Azerbajdzjan.   Den ligger i distriktet İsmayıllı Rayonu, i den centrala delen av landet, 150 km väster om huvudstaden Baku. Talıstan ligger 780 meter över havet och antalet invånare är 2 183.

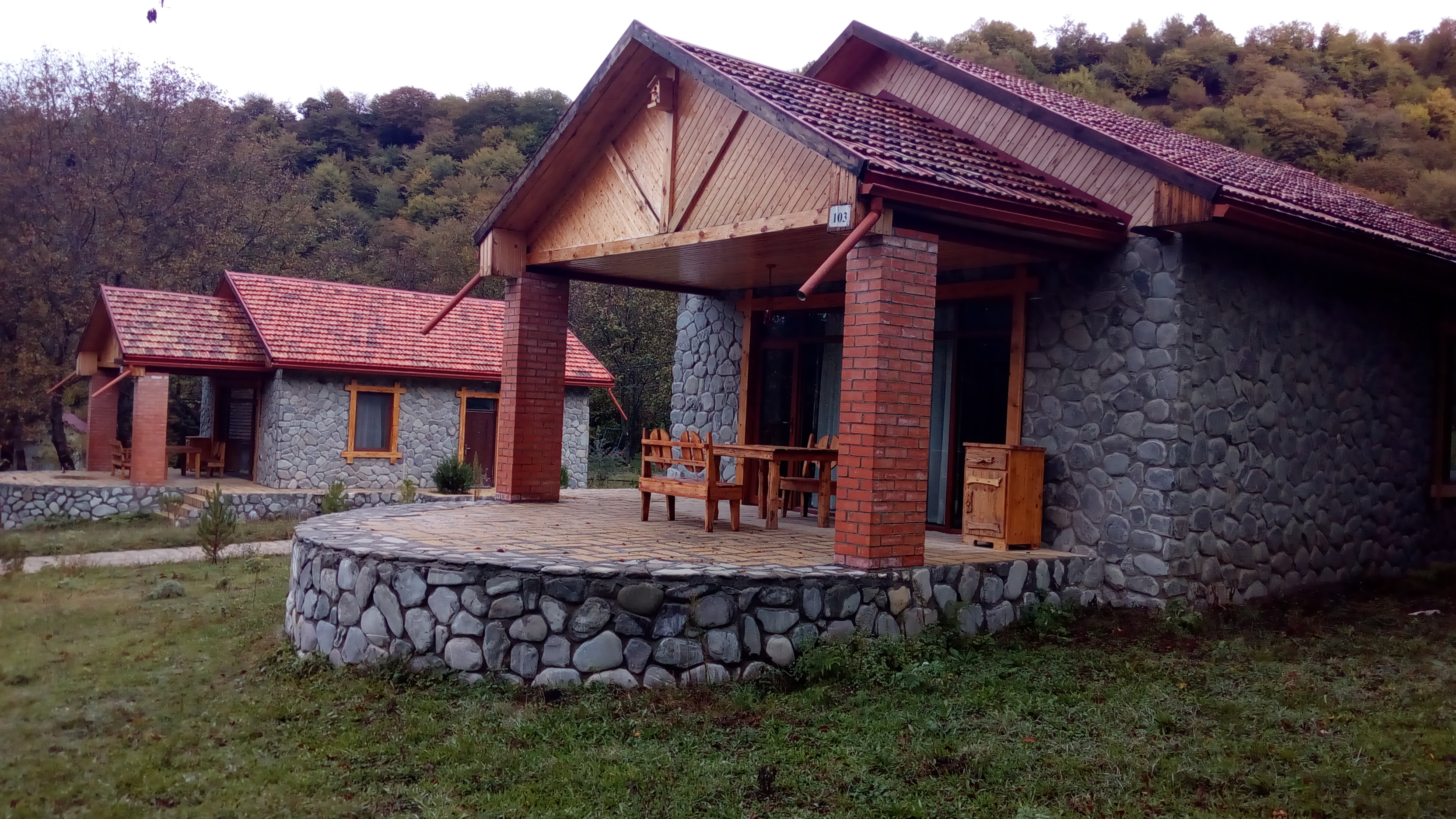
Talıstan Forest Park

Terrängen runt Talıstan är varierad. Närmaste större samhälle är İsmayıllı, 4,0 km väster om Talıstan.
Trakten runt Talıstan består till största delen av jordbruksmark. Runt Talıstan är det ganska glesbefolkat, med 34 invånare per kvadratkilometer.